# Indian Institute of Science
El  Indian Institute of Science  (IISc), ("Instituto Indio de Ciencia", en inglés) es una universidad pública de investigación científica y educación superior ubicada en Bangalore, India. Fundada en 1909 con el apoyo de Jamsetji Tata también es conocida localmente como el "Tata Institute". El instituto es ampliamente considerado como la mejor institución de la India en su campo.

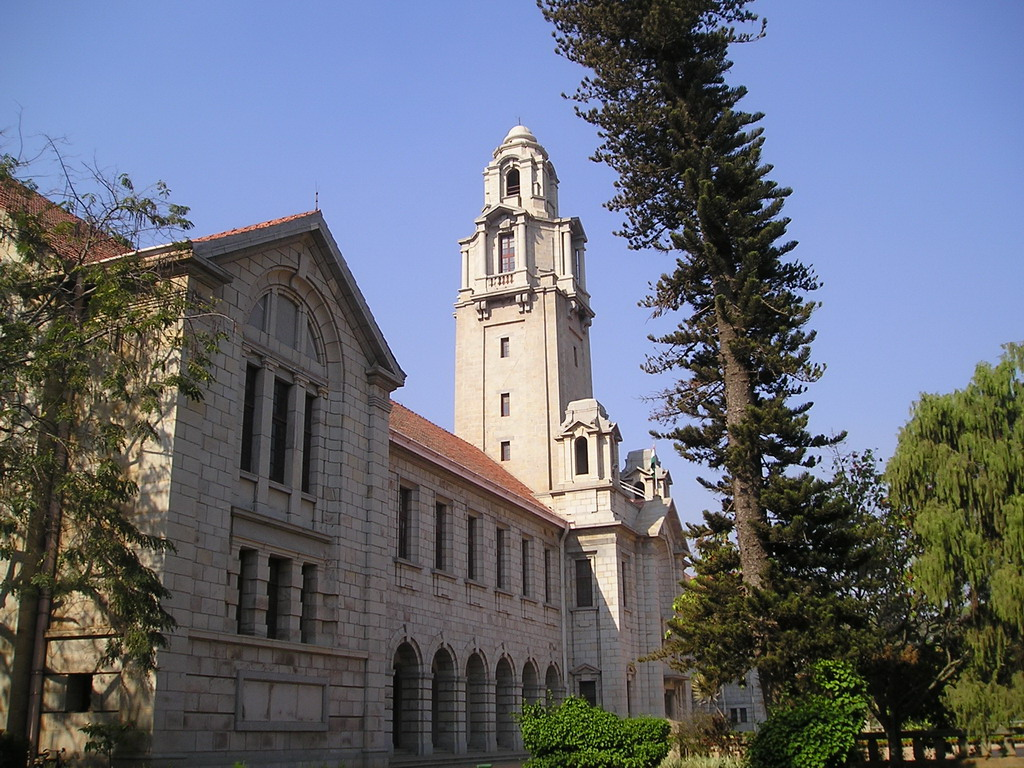

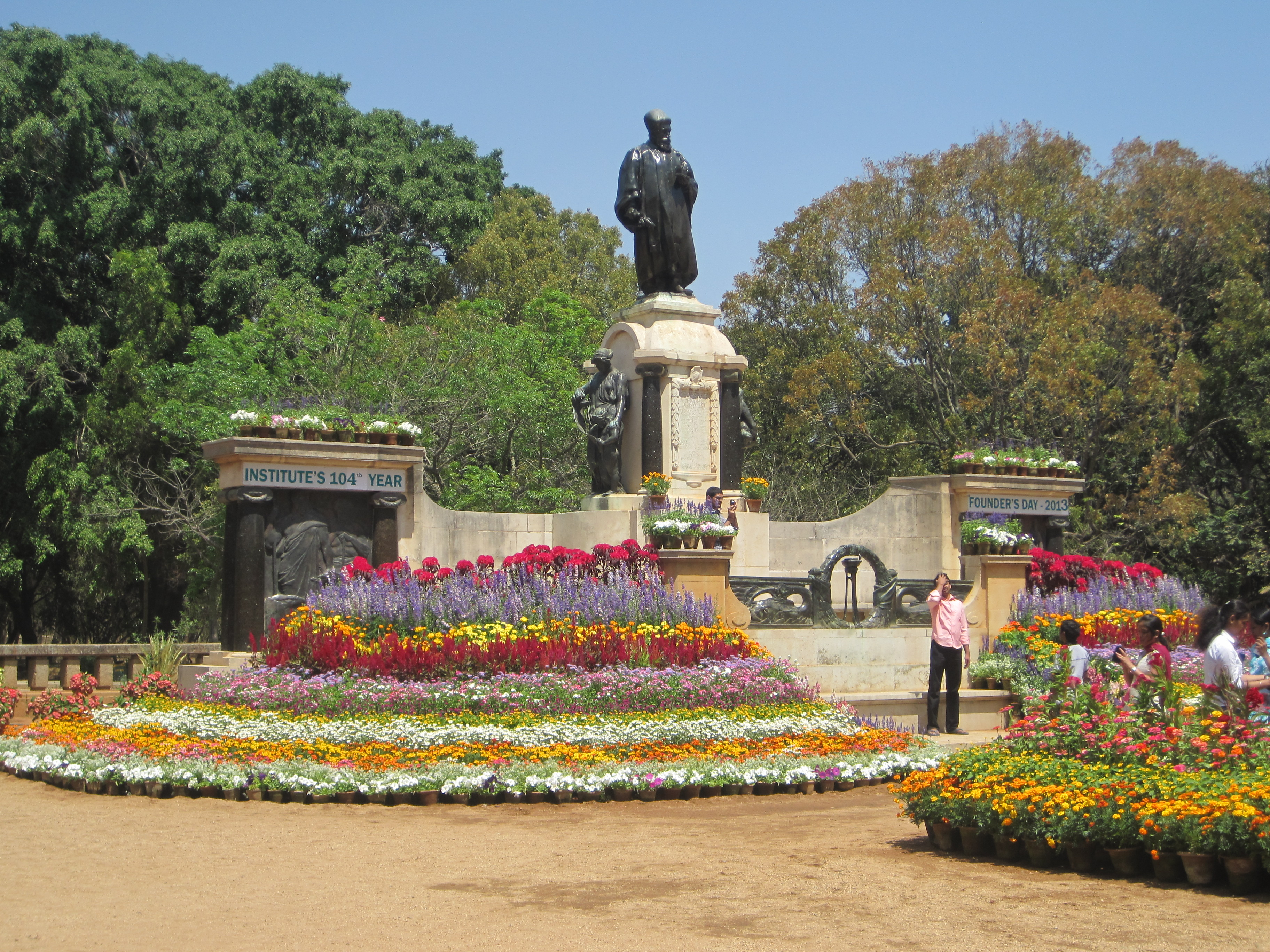

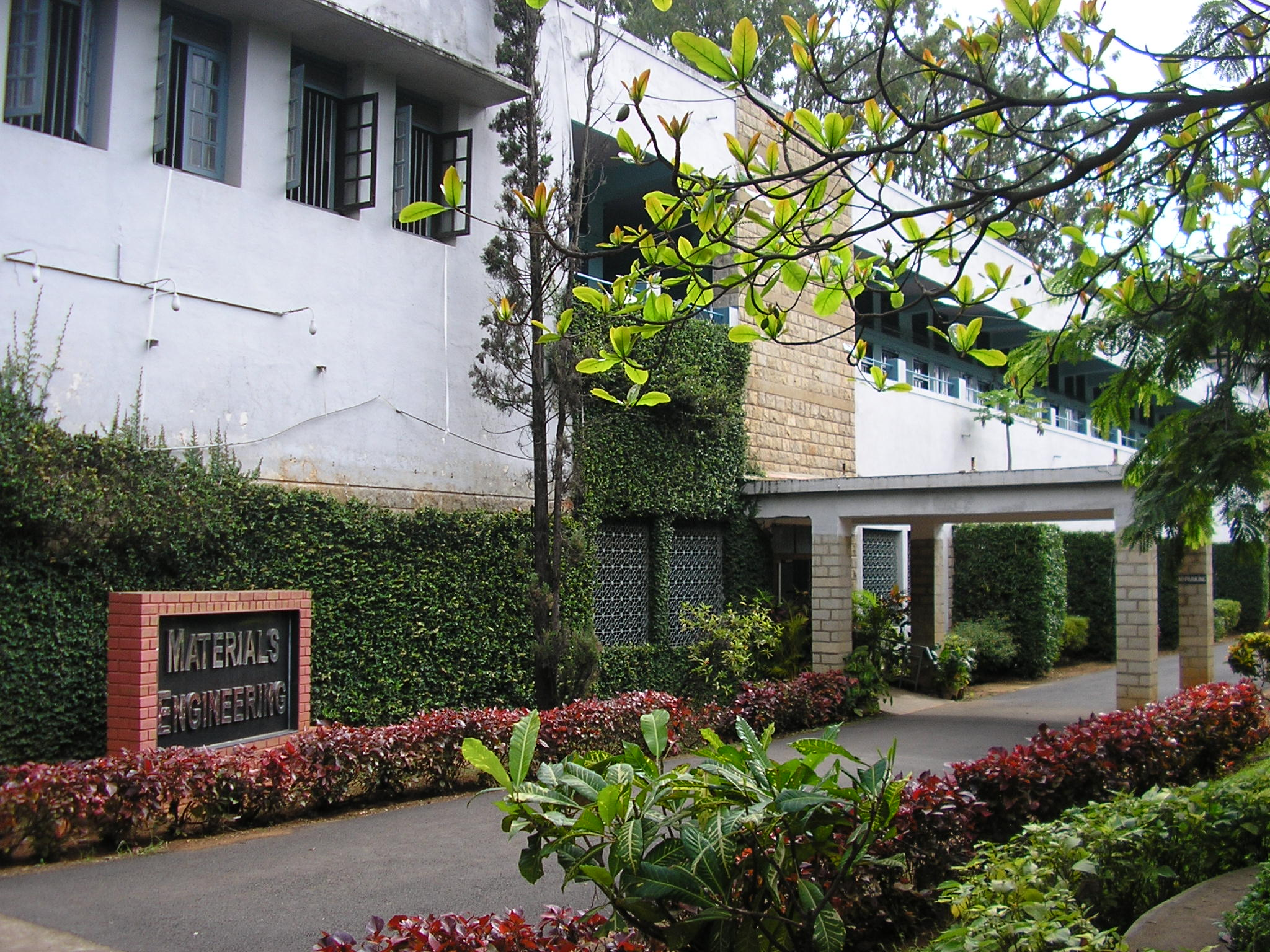

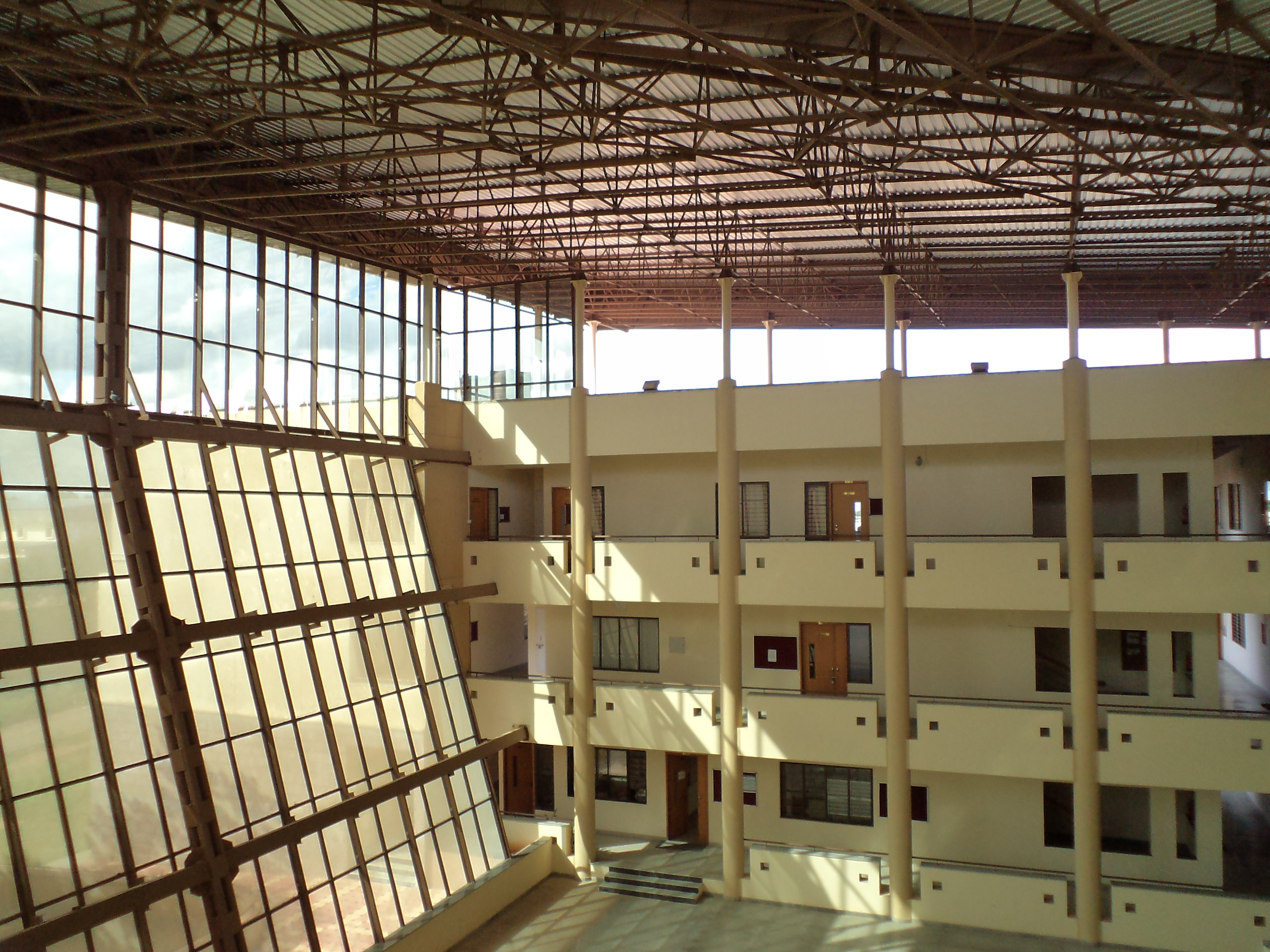

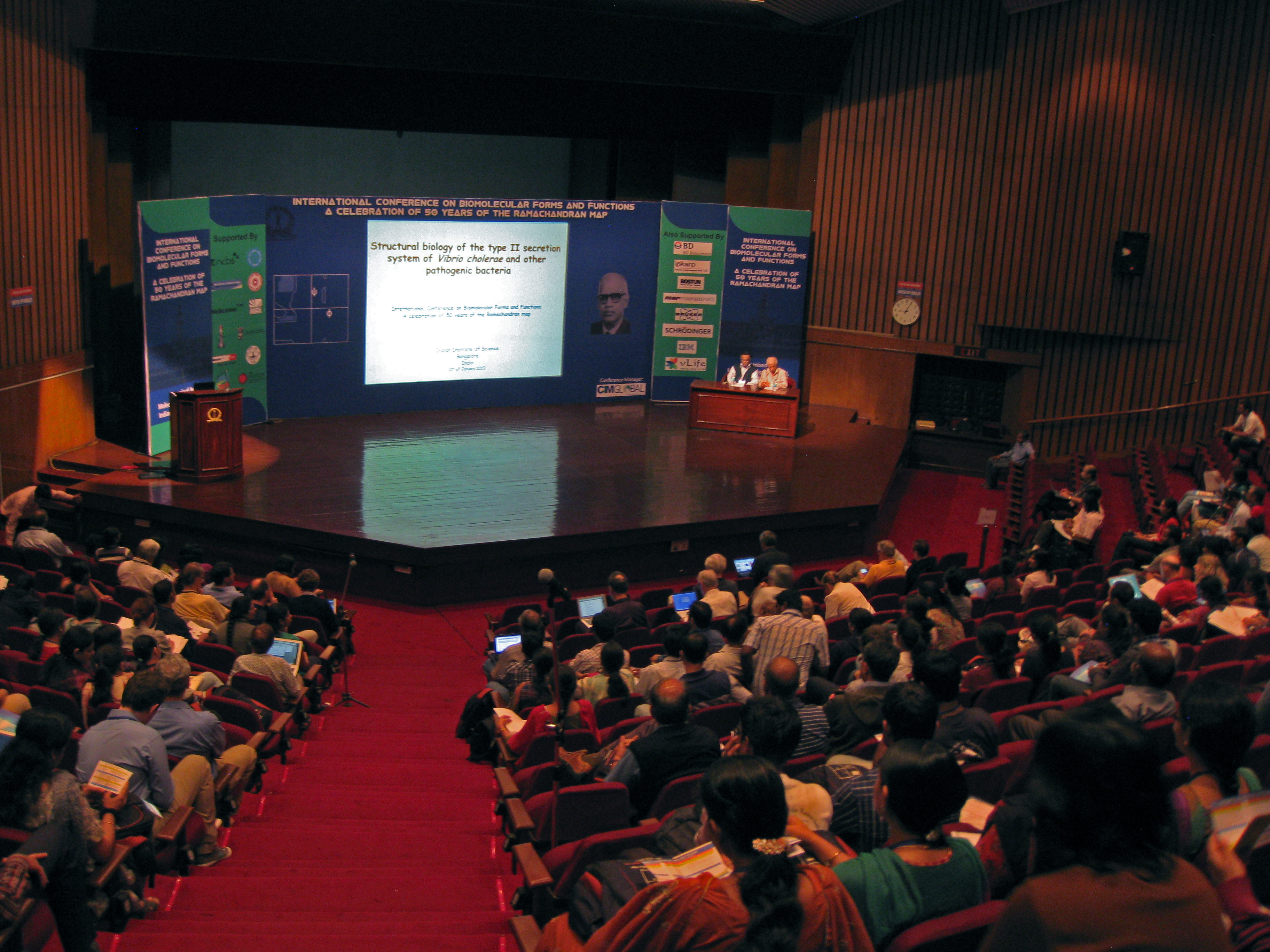

## Historia

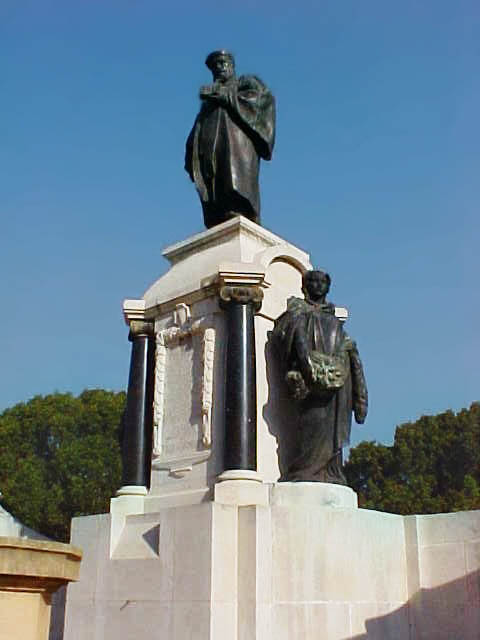
Jamsetji Tata, fundador

Tras un encuentro accidental entre Jamsetji Tata y el filósofo Swami Vivekananda, en un barco en 1893, en el que discutieron el plan de Tata de llevar la industria del acero a la India, Tata escribió a Vivekananda cinco años más tarde: "Confío en que me recuerde como compañero de viaje en su travesía de Japón a Chicago. Recuerdo mucho en este momento sus opiniones sobre el crecimiento del espíritu ascético en la India... Recuerdo estas ideas en relación con mi proyecto de Instituto de Investigación Científica para la India, del que sin duda ha oído o leído"
Impresionado por las opiniones de Vivekananda sobre la ciencia y su capacidad de liderazgo, Tata quiso que guiara su campaña. Vivekananda respaldó el proyecto con entusiasmo, y Tata, con el objetivo de hacer avanzar las capacidades científicas del país, constituyó un Comité Provisional para preparar un plan de creación de un Instituto de investigación y educación superior. El comité presentó un borrador de propuesta a Lord Curzon el 31 de diciembre de 1898. Posteriormente, se pidió a Sir William Ramsay, premio Nobel, que propusiera un lugar adecuado para dicha institución, quien sugirió Bangalore como la mejor ubicación.
El terreno y otras instalaciones para la institución fueron donados en nombre del Estado de Mysore por Krishna Raja Wadiyar IV, y el propio Tata. El Estado de Mysore donó unos 371 acres (150 ha) de terreno. Tata cedió varios edificios para la creación del IISc. El Estado de Mysore también aportó 500.000 rupias para gastos de capital y 500.000 rupias para gastos anuales. El séptimo Nizam de Hyderabad, Asaf Jah VII, también contribuyó con dinero que ascendió a 3 lakh de rupias durante un periodo de 31 años.
La constitución del instituto fue aprobada por el virrey, Lord Minto, y el 27 de mayo de 1909 se firmó la orden de investidura necesaria para permitir su funcionamiento. A principios de 1911, el maharajá de Mysore colocó la primera piedra del instituto, y el 24 de julio se admitió la primera hornada de estudiantes en los departamentos de Química General y Aplicada, a cargo de Norman Rudolf, y de Electrotecnia, a cargo de Alfred Hay. En dos meses se abrió el Departamento de Química Orgánica. En 1958, la UGC concedió al instituto el estatus de universidad.
Cuando se creó el IISc en 1909, Morris Travers, compañero de Sir William Ramsay en el descubrimiento de los gases nobles, fue su primer director. Para Travers, se trataba de una continuación natural de su trabajo en el instituto, ya que había participado en su fundación. El primer director indio fue el premio Nobel Sir Chandrasekhara Venkata Raman.
El instituto fue el primero en introducir programas de máster en ingeniería. También ha puesto en marcha programas de doctorado integrados en Ciencias Biológicas, Químicas, Físicas y Matemáticas para licenciados en ciencias naturales.
En 2018, el IISc fue uno de los seis primeros institutos en recibir el estatus de Instituto de Eminencia. En 2019, el IISc lanzó su declaración de marca: "Descubrir e innovar; transformar y trascender; servir y liderar".
En 2022, el IISc recibió una donación privada de 425 millones de rupias indias, la mayor de su historia para establecer un instituto médico de posgrado.

## Programas académicos

### Programas de investigación de posgrado
Los estudiantes de investigación constituyen más del 60% de los estudiantes del campus. Doctorados ofrecidos en 40 disciplinas diferentes. Los programas de investigación que conducen a la obtención de títulos de doctorado son el principal objetivo de muchos departamentos. El programa tiene una cantidad limitada de trabajo de curso, esencialmente para preparar al estudiante para llevar a cabo la investigación, pero el énfasis principal está en el trabajo de tesis. La admisión anual de estudiantes de investigación es de aproximadamente 575 estudiantes y varios candidatos son patrocinados por instituciones educativas e industrias (a través del Programa de registro externo).
El programa de doctorado integrado está diseñado para ofrecer oportunidades a los graduados de licenciatura en ciencias de 3 años para realizar investigaciones avanzadas en áreas de ciencias biológicas, químicas, matemáticas y físicas, que conduzcan al título de doctorado.

### Programas de cursos de posgrado
El programa MTech de dos años está disponible en casi todos los departamentos de ingeniería. La mayoría de los programas de MTech tienen un conjunto de cursos básicos especificados como requisito esencial, mientras que los estudiantes pueden tomar el resto de los créditos de muchos cursos disponibles en sus departamentos principales u otros y también hacer una tesis sobre el tema de su elección.
Los títulos de maestría que ofrece el instituto se clasifican en dos categorías: títulos por cursos (MTech, M.Mgt. y M.Des.) y títulos por investigación MTech (research).
El Departamento de Estudios de Gestión ofrece un programa de Maestría en Gestión exclusivamente para graduados en ingeniería. El Centro de Diseño y Fabricación de Productos ofrece el curso de Maestría en Diseño (M.Des.). Iniciado en 1996, el M.Des. El programa es un programa de posgrado de dos años a tiempo completo.
De acuerdo con la reciente Política Nacional de Educación de la India (NEP 2020), el IISc ha lanzado el programa de Maestría en Tecnología (en línea), un programa completamente en línea, para ingenieros y científicos en ejercicio del año académico 2022-2023. El programa de estudios es para profesionales patrocinados por organizaciones, que ya tienen un título BE/BTech/equivalente y desean mejorar o volver a capacitarse en áreas como ciencia de datos y análisis de negocios, inteligencia artificial, ingeniería electrónica y de comunicaciones.
El Instituto ha anunciado recientemente un programa de maestría en ciencias biológicas y ciencias químicas a partir del año académico 2022-23. Estos programas de maestría de 2 años constan de cursos básicos y flexibles y capacitación práctica en laboratorio. El diseño tiene como objetivo desarrollar habilidades experimentales en técnicas avanzadas de investigación, dando lugar a un proyecto de investigación de tesis independiente. Los estudiantes matriculados en los programas de Maestría en Ciencias pueden personalizar sus cursos y proyectos de investigación.

### Programa de Pregrado
Durante las celebraciones del centenario en 2009 se concibió un programa de pregrado en ciencias para estudiantes posteriores a la Clase XII. El primer grupo de estudiantes fue admitido en 2011. El programa ofrece una Licenciatura en Ciencias (Investigación) de cuatro años y una Maestría en Ciencias integrada de cinco años. Curso de ciencias en seis disciplinas: Biología, Química, Ciencias Ambientales, Ciencias de los Materiales, Matemáticas y Física. El curso tiene como objetivo exponer a los estudiantes a la naturaleza interdisciplinaria en la que se realiza la investigación científica en muchos campos futuros.
Un nuevo programa de pregrado BTech en Matemáticas y Computación busca ingresar a un área de nicho con el objetivo de producir futuros líderes que estarán a la vanguardia de la investigación, el desarrollo y la innovación en disciplinas futuristas y tecnologías de próxima generación que requieren un uso profundo de las matemáticas, la informática. ciencia y ciencia de datos.
El ingreso a los programas de pregrado se realiza a través de uno de cinco canales: JEE Main, JEE Advanced, NEET, IISER Aptitude Test y KVPY (ahora eliminado).

## Directores
La lista de directores es la siguiente:
- M. W. Travers, FRS, 1909-1914[28][29]
- Sir A.G. Bourne,[28] FRS, 1915-1921
- Sir Martin O. Forster, FRS, 1922-1933
- Sir C.V. Raman, FRS, 1933-1937
- Sir J.C. Ghosh,[30] 1939-1948
- M. S. Thacker, 1949-1955
- S. Bhagavantam, 1957-1962
- S. Dhawan, 1962-1981
- S. Ramaseshan,[31] 1981-1984
- C.N.R. Rao, FRS, 1984-1994
- G. Padmanaban, 1994-1998
- Goverdhan Mehta, FRS, 1998-2005
- P. Balaram, 2005-2014
- Anurag Kumar, 2014-2020
- Govindan Rangarajan, 2020-

## Personalidades

### Profesores
- C.V. Raman
- Satish Dhawan
- Roddam Narasimha
- H. S. Mukunda
- Sivaraj Ramaseshan
- C.N.R Rao
- G.N. Ramachandran
- P. Balaram
- P. N. Vinayachandran
- M. R. N. Murthy
- Gautam Radhakrishna Desiraju
- Kizhakeyil Lukose Sebastian
- M. Vijayan
- Rangachar Narayana Iyengar
- Narasimhaiengar Mukunda
- Sundaram Thangavelu
- Rohini Godbole
- Goverdhan Mehta
- Prof. Ashok Rao
- Jayant Haritsa
- Giridhar Madras

### Alumnos
- Govindarajan Padmanaban
- Rajagopala Chidambaram
- P. N. Vinayachandran
- Sargur Srihari
- M. R. S. Rao
- Siva S. Banda
- V. K. Aatre
- Satya N. Atluri
- Shamkant Navathe
- Patcha Ramachandra Rao
- Baldev Raj
- T. K. Alex
- Somnath Bharadwaj
- Thalappil Pradeep
- Ganapathy Baskaran
- P. N. Vinayachandran
- Ramesh Datla
- Michael Lobo
- K. R. Sreenivasan
- K. N. Shankara
- M. R. N. Murthy
- Kizhakeyil Lukose Sebastian
- P. K. Kelkar
- Tathagat Avatar Tulsi
- D. P. Giridhar
- Sudha Murthy
- M. Vijayan
- Dibyendu Nandi
- Rangachar Narayana Iyengar
- Subramaniam Ramadorai
- Lakshmi Narayanan
- V. K. Saraswat
- Agha Shahi
- Tej P. Singh
- Janardhana Swamy
- Shekhar C. Mande
- A.E. Muthunayagam
- Amiya Pujari
- P S Subramanyam
- Prasenjit Sen

## Ataque terrorista de diciembre de 2005
Artículo principal: tiroteo en el Instituto Indio de Ciencias de 2005
El 28 de diciembre de 2005, dos terroristas empezaron a disparar indiscriminadamente dentro del campus del IISc. Munish Chander Puri, profesor del IIT Delhi, murió en el ataque. Otras cuatro personas resultaron heridas.
Alrededor de las 19.00 hora local (13.30 GMT), dos personas entraron en el campus del IISc en un coche Ambassador blanco. Alrededor de las 7:20 pm, los delegados que asistían a la Conferencia Internacional sobre Investigación de Operaciones: Aplicaciones en el Desarrollo de Infraestructura (International Conference on Operations Research: Applications in Infrastructure Development), organizada por la Sociedad de Investigación de Operaciones de la India en el Auditorio JN Tata en el campus del IISc, se dirigían a cenar cuando comenzó el tiroteo. Un hombre armado, que vestía una máscara negra y uniforme militar, comenzó a disparar indiscriminadamente con un rifle, que se cree que era un tipo 56 chino, afuera del auditorio.